# Tramwaje w Méridzie
Tramwaje w Mérida – zlikwidowany system komunikacji tramwajowej w meksykańskim mieście Mérida.

## Historia
Pierwsze tramwaje w Méridzie uruchomiono 15 września 1880. System początkowo był obsługiwany przez tramwaje konne. Wagony do obsługi sieci zostały zakupione w firmie John Stephenson Co. w Nowym Jorku. Rozstaw szyn wynosił 914 mm. 18 czerwca 1891 założono spółkę Compañía de Tranvías de Mérida, która stała się operatorem tramwajów w Mérida. Spółka ta zaczęła rozbudowywać sieć tramwajową. W 1893 w mieście było 25,4 km tras tramwajowych, a w 1895 długość tras wyniosła 30,5 km. W 1902 firma John Stephenson Co. zbudowała tramwaje parowe na zamówienie spółki Compañía de Tranvías de Mérida. W dalszym ciągu sieć tramwajową rozbudowywano:
- w 1900 w Mérida było 34 km tras
- w 1905 40 km
- w 1906 46 km
- w 1907 50 km i 150 tramwajów

15 grudnia 1917 Compañía de Tranvías de Mérida zamówiła 2 tramwaje akumulatorowe w tym jeden zamknięty, a drugi otwarty. Od 1919 zaczęto w posiadanych wagonach montować silniki spalinowe. Łącznie w ten sposób powstało 50 tramwajów benzynowych, które obsługiwały 12 linii. Pod koniec 1920 sieć liczyła 53 km długości. Tramwaje w Mérida zlikwidowano w 1930.